# Falcipennis
Falcipennis is een monotypisch geslacht van vogels uit de familie fazantachtigen (Phasianidae).
- Falcipennis falcipennis  – Spitsvleugelhoen